# Convenció sobre els drets polítics de les dones
La Convenció sobre els drets polítics de les dones és un tractat internacional que l'Assemblea General de les Nacions Unides va aprovar al plenari general Número 409, el 20 de desembre de 1952, va adoptar el 31 de març de 1953 i va començar a regir el 7 de juliol de 1954; amb el propòsit de codificar un estàndard bàsic internacional pels drets polítics de les dones. Concretament determina el dret al sufragi femení i que qualsevol dona pugui ser elegible en unes eleccions i pugui ocupar càrrecs públics. En 1952 les dones podien votar a menys de cent països del món i actualment (dades d'agost de 2015) ho poden fer a cent vint-i-tres països. Els drets definits en aquesta convenció es van incorporar més tard a la més substancial Convenció sobre l'eliminació de totes les formes de discriminació contra la dona (1979).
Va ser el primer tractat internacional que obligava als estats signants a protegir els drets polítics de la ciutadania. També va ser la primera legislació internacional amb l'objectiu de protegir l'estatus d'igualtat de les dones per a exercir drets jurídics.

## Resum

### Preàmbul
El preàmbul de la Convenció reitera els principis establerts en l'article 21 de la Declaració Universal de Drets Humans, on s'estableix que totes les persones posseeixen el dret de participar en el govern del seu país, i de ser designades en càrrecs públics. La Convenció sobre els Drets Polítics de la Dona protegeixen de manera específica el dret de les dones.

### Articles
Els primers tres articles de la Convenció determinen el dret de la dona al sufragi (Article I), a ser elegible en una elecció (II), i a ocupar càrrecs públics (III), cada article finalitza amb l'especificació: "en igualtat de condicions amb els homes, sense discriminació alguna." La resta dels articles cobreixen la mecànica de la legislació, especificant quan i com és que entrarà en vigència (Articles IV–XI).

## Llegat
La Convenció va començar a regir el 7 de juliol de 1954. Per a agost del 2015, 123 estats membres han adherit a ella, que comprenen 122 Estats membres de les Nacions Unides i l'Estat de Palestina.
La Convenció va ser la primera legislació internacional a protegir l'estatus d'igualtat de la dona per exercir drets polítics. És més, va ser el primer tractat internacional a obligar els seus estats a protegir els drets polítics dels seus ciutadans. La Convenció va ser una de diverses iniciatives de Nacions Unides en el període de postguerra a fixar estàndards de no discriminació envers les dones; unes altres van ser la Convenció sobre la Nacionalitat de la Dona Casada i la Convenció sobre el Consentiment per al Matrimoni, l'Edat Mínima per Contreure Matrimoni i el Registre dels matrimonis, aprovades en 1958 i 1964, respectivament.